# Szíriai sivatagi hadjárat (2016. december – 2017. április)
A szíriai sivatagi hadművelet (2016. december – 2017. április) a Szabad Szíriai Hadsereg Déli Frontjával és szövetségeseivel összeállt szíriai ellenzék indította a Szíriai-sivatag keleti részén, a Kalamún-hegység déli lejtőinél. Az offenzíva fő célja az volt, hogy kiűzzék az Iraki és Levantei Iszlám Államot Dél-Szíriából, és összeköttetést teremtsenek a két, felkelői kézen lévő térség között.

## Az offenzíva

### Az FSA első offenzívája (2016. december – 2017. január)
2016. december 29-én a Mártír Ahmad al-Abdo Erők vezetésével a Déli Front támadást indított az ISIL ellen a Kalamún-hegység keleti felében. Az offenzíva fedőneve a felkelők között az volt, hogy „Csata a Méltóság Helyreállításáért” A seregek elfoglalták az Abu Risha gátat valamint öt falut. Öt nappal később a felkelők megtámadták a sivatag Badia al-Sham nevű részében az ISIL utolsó erődítményét.
2017. január 3-án a Szabad Törzsek Erői bejelentette a Szuvajdától keletre álló Zelaf gát, a mellette fekvő falu és az ISIL titkos terveinek rejtekhelyet biztosító egyik frottó megszerzését.

### Két támadás között
Február 8-án a felkelők előretörtek Kelet-Kalamúnban, melynek a végén heves tűzharcba keveredtek az ISIL-lel. Február 13-án a Keleti Hadsereg Oroszlánjaink vezetésével területeket szereztek meg Szuvajdá kormányzóságban a jordániai-szíriai határ közelében, és al-Kraa valamint al-Dayathah területét elfoglalták az ISIL-től.

### Az FSA második offenzívája (2017. március 15. – április 2.)

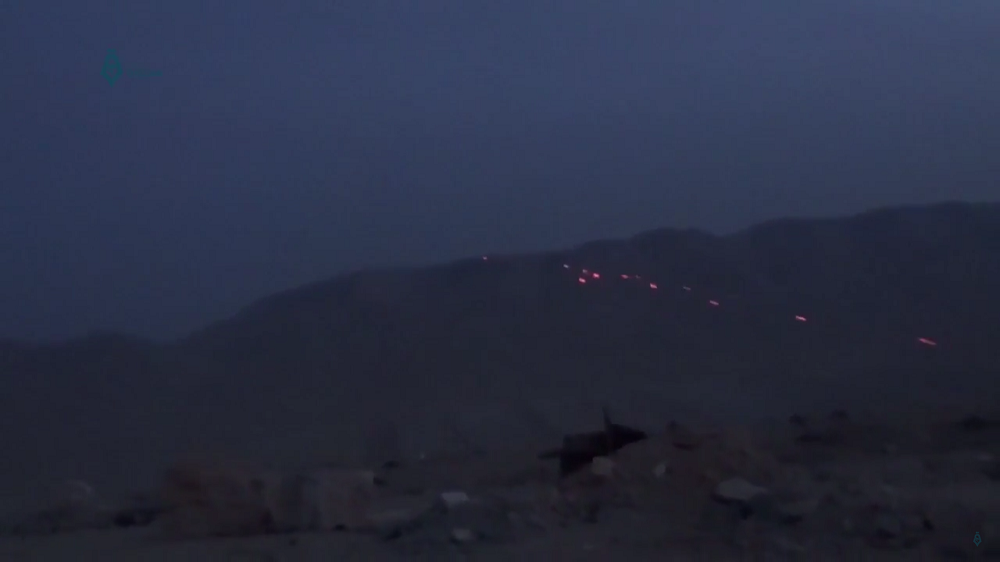
A Szabad Szíriai Hadsereg egységei az Iraki és Levantei Iszlám Állam állásait lövik éjszaka a Kalamún-hegységben.

A Szabad Szíriai Hadsereg Ahmad al-Abdo Mártír Seregei alakulatai a március 15-ről 16-ra virradó éjszaka támadást indítottak az ISIL-nek a Kalamún-hegység keleti felén, valamint a Jordánia és Szíria határán a Szíriai-sivatagban állomásozó erői ellen. Az elsőnek „Csata az Agresszorok Kiűzéséért”, a másodiknak pedig „Lónyereg” volt a fedőneve. A felkelők az al-Afai hegység több pontját is megszerezték.
Március 18-19-én felkelői csoportok támadták meg az ISIL Badiában állomásozó részeit, és több helyszínt is elfoglaltak, többek között a volt Tudományos Kutató Ezred támaszpontját is. Március 20-án is tovább nyomultak, és több fontos helyszínt bevettek, például a stratégiai Naqab-hegyet. Március 21-ig a felkelők több mint 25 négyzetkilométernyi területet foglaltak el Kelet-Kalamúnban. Ez a méret a harcok kezdetétől mindent összeadva meghaladja az 1800 négyzetkilométert. Az ISIL erőit Kelet-Kalamún nagy részéből kiszorították. Az Ahrar al-Sham bejelentette, hogy seregei elfoglalták az al-Afai hegyvonulatot.
A felkelők továbbra is harcoltak a Damaszkusz--Bagdad autópálya egyik pihenőjénél, miközben a régióban a felkelők sikeresen előre törtek. Eközben elfoglalták Mihassah, Thaniyat al-Yaridah, Thaniyah Wadhat területét, egy közeli kereszteződést, és pár hegytetőt. Március 4-én olyan hírek érkeztek, melyek szerint az ISIL kivonul Dél-Szíriából, hogy erősíthesse a Rakkai offenzívánál jelen lévő erőit, és Kelet-Kalamún több részéről is ellenállás nélkül távoztak. Két nappal később az FSA további három falut szerzett meg az ISIL-től az iraki határ mentén.

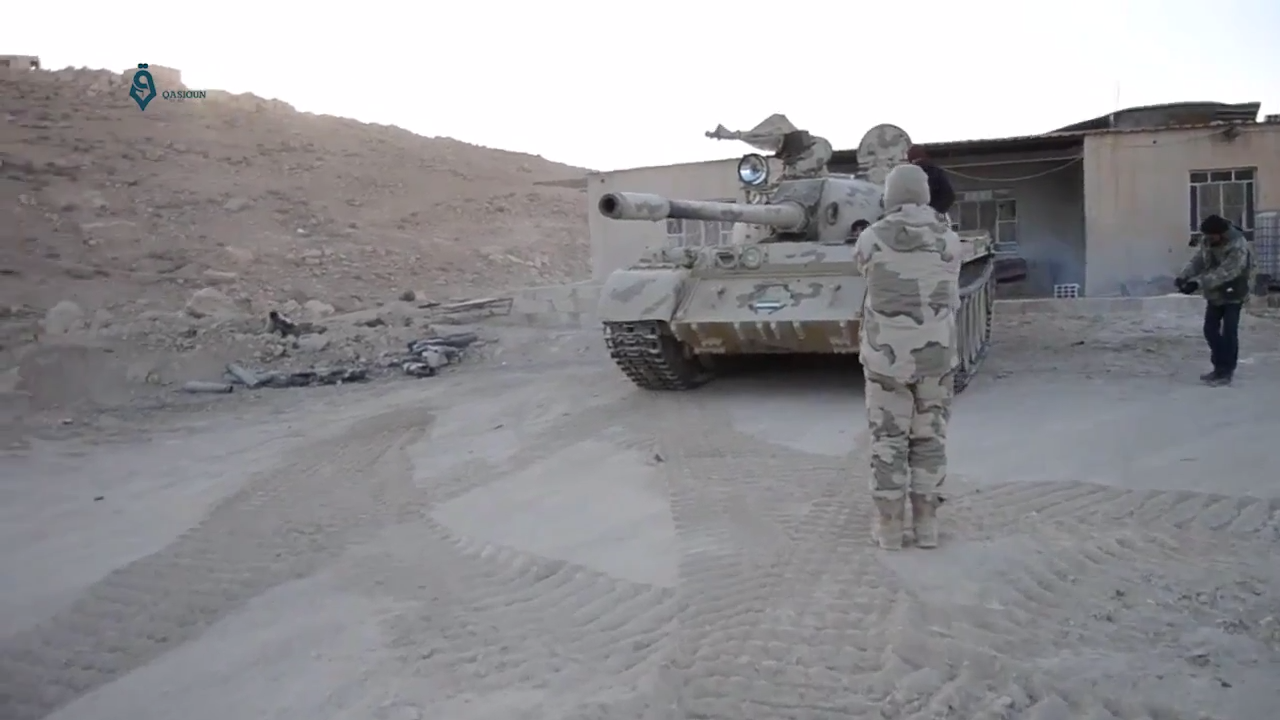
Az FSA egyik T–55-öse a Kalamún-hegység keleti felében, a hadjárat második ütemében.

A Nemzetvédelmi Erőkkel és a Légvédelmi Hírszerzési Igazgatósággal megerősített Szíriai Arab Hadsereg március 26-án Szuvajdá keleti részének kisebb terepein megtámadta az ISIL-t, akik meghátráltak, és így a hadsereg több falut vissza tudott foglalni. Az FSA ugyanakkor nagy területet foglalt el, és másnap már a Hadsereg frontvonaláig nyomultak. Az FSA bejelentette, hogy elfoglalták al-Badia területét, Bir al-Qasab közelében mintegy tucatnyi helyszínt, melyek az ISIL legfontosabb állomásai voltak Dél-Szíriában. A felkelők az előretörésben több falut elfoglaltak az ISIL-től, melyek között ott volt Bir Qasab is. A felkelők március 28-án elfoglalták a Dakwa-hegyet. Éjfél után Bir Qasab területét a levegőből kezdték támadni. Az ellenzéki pártiak a szíriai kormányt hibáztatták ezért. A felkelők egyik parancsnoka, Adnan al-Khuleh életét vesztette ebben a támadásban. A támadások hatására az ISIL-t teljesen kiűzték a Szíriai-sivatag délnyugati részéből.
Március 29-én a felkelők bejelentették, hogy az ISIL-t teljesen kiűzték Damaszkusz környékéről. Az Orient News szerint az ISIL kivonult Jabal al-Makhul, Tal Dakwa és környéke, al-Qeseb Be’r, al-Seraikhi és Tal al-Dukhan területéről, miután a szír ellenzék megtámadta őket. A jelentések szerint azonban a sivatagban továbbra is vannak olyan területek, melyek az ISIL ellenőrzése alatt állnak. Az egyik felkelői csoport bejelentette, hogy következő céljuk az, hogy felszabadítsák Kelet-Kalamúnt az ISIL uralma alól.
A felkelők április 2-re elfoglalták a stratégiai fontosságú Abu al-Shamat útvonalat, és megtámadták al-Mahsa városát. Elfoglalták az ISIL kezén lévő zsákterületet is, mely a szír sivatag és Szuvajdá északi része között feküdt. Így megindíthatták támadásuk harnmadik fázisát, melynek célja Kelet-Kalamúőn bevétele volt.
Az ISIL április 9-én megtámadta az al-Tanf határátkelőt, öngyilkos robbantást hajtott végre a határ melletti egyik felkelői bázis, valamint a Keleti Oroszlánok Hadseregének egyik konvoja közelében. A támadást a felkelők az ISIL-ellenes koalíció segítségével visszaverték. A felkelők szerint tőlük négy, az ISIL oldalán nyolc ember esett el.

### Az FSA harmadik offenzívája (2017. április 20–30.)
Április 20-án a Keleti Oroszlánok Hadseregének támogatásával az FSA egységei elfoglalták Alalianih és a Szíriai sivatagban egy elhagyatott katonai bázis területét. Négy nappal később az FSA támadást indított a Kalamőn-hegység keleti lejtői ellen, és a támadás fókuszában Al-Mahsaa és Abou Al-Shamat falvak álltak, mert így lehetett feloldani a Kelet-Kalamún köré emelt ISIL-ostromot. Az FSA hivatalos médiahálózata azt közölte, a csoport a nap folyamán több pontot is elfoglalt.
Április 29-én az ISIL ellentámadást indított Kelet-Kalamúnban az Osoud Al-Sharqiya felkelői ellen. A csoport a régióban több helyszínt is visszafoglalt. Másnap az FSA ellentámadást indított a régióban, és a hivatalos média-forrásaik szerint több helyszínt visszafoglaltak.

## Következmények
A hadjárat során több csoport Homsz és Ddajr ez-Zaur kormányzóságban szerzett meg területeket. A felkelők egyik szóvivője azt mondta, céljuk az ISIL-nek a régióból való kiűzése volt, és el akarták érni Dejr ez-Zaur városát. Inkább választották az ISIL-ellenes koalíció támogatását, semmint hogy a Szíriai Demokratikus Erők foglalják el azt. Az FSA el akarta foglalni a határon fekvő al-Bukamal városát, az utolsó olyan területet az iraki-szíriai határon, mely még mindig az ISIL ellenőrzése alatt áll. Ezzel korábban az Abú Kamál-i offenzíva során a egyszer már próbálkoztak.
Április 30-án a Forradalmi Parancsnoki Hadsereg támadást indított és területeket foglalt el Kelet-Szíriában, elérték Dejr ez.Zaur kormányzóságot, és a T2 víztoronytól délre elfoglalták Humaymah falut. Két nappal később a felkelők több helyszínt megtámadtak és elfoglaltak a régióban, és ezek között volt Tarwazeh Al-Wa`er, Sereit Al-Wa`er, Jabal Ghrab, a Sawab sivatag, al-Kamm Sawab, a T2 Víztorony, Me`izeileh és Tarwazeh al-Attshaneh. Május 6-án az FSA Palmürától délre, Homsz kormányzóságban a Badiya régióban több helyszínt is elfoglalt, ezek között volt Dahlous és Al-Halbah területe is.
Május 7-én a Szíriai Arab Hadsereg támadást indított az FSA ellen, Damaszkusz délkeleti külterületén, Badiya régióban, és ezalatt 45 kilométert haladt a Damaszkusz-Bagdad autópálya mentén az iraki határ felé. Május 18-án amerikai légitámadás érte a szír katonák és az iraki síiták 18 műszaki konvoját a Zarqa Csomóponttól északkeletre, melyben 5 tankot és 1 Shilkát megsemmisítettek, 8–12 iraki katonát megöltek. A Damaszkusz–Bagdad közti autópálya menti előrenyomulást további utasításig felfüggesztették.
Január 8-án az Ahmad al-Abdo Mártír Seregei több mint 18 állást foglaltak el az ISIL-től a Kalamún-hegységben.